# Nachtschwester Ingeborg
Nachtschwester Ingeborg ist ein deutscher Spielfilm. Der Film kam am 3. April 1958 in die deutschen Kinos, am 15. Oktober 1958 in die französischen (Infirmière de nuit) und am 2. Oktober 1959 in die iranischen (Parastare shabane). Er basiert auf einem Roman von Michael Daalen.

## Handlung
Ingeborg ist neu im Krankenhaus. Sie arbeitet unter dem bekannten Herzchirurgen Professor Burger. Assistenzarzt ist dessen Sohn, der ein Frauenheld ist. Zwischen Ingeborg und Manfred entsteht ein Verhältnis und Ingeborg wird schwanger. Der Professor schickt seinen Sohn fort und kündigt Ingeborg. Dann hat Manfred einen Autounfall. Sein Vater rettet ihm das Leben und es kommt zu einem Happy End.

## Sonstiges
Hauptdarstellerin Immy Schell wird im Vorspann als Edith Nordberg angekündigt. Den Künstlernamen hatte sie sich zugelegt, um sich von ihren berühmten Geschwistern Maria und Maximilian absetzen zu können. Nordberg bezieht sich dabei auf den Nachnamen ihrer Mutter Margarethe Noé von Nordberg, die ebenfalls als Schauspielerin tätig war.
Die Dreharbeiten fanden im Filmatelier Göttingen, in Kassel und im Harz statt.

## Kritik
„Der Widerstand eines berühmten Chirurgen gegen das Liebesverhältnis seines Sohnes mit einer Krankenschwester erledigt sich durch die Geburt eines unehelichen Kindes, den Edelmut der Mutter, einen Autounfall und andere feste Bestandteile deutscher Illustriertenromane der fünfziger Jahre. Damals ein großer Publikumserfolg.“